# 十八甫路
十八甫路位于中国广州市荔湾区，是一条呈东西走向的道路。
目前车辆通行方向为由东往西单向通行。

## 与之交汇道路
- 顺序由东往西排列，粗体字为主干道
- 浆栏路、杨巷路、长乐路
- 康王南路
- 十八甫北路、十八甫南路、十八甫西路

## 公共交通
- 广州地铁6号线文化公園站
- 广州地铁8号线文化公園站

均在鄰近十八甫路位置設有出口。